# Теорема геометризації

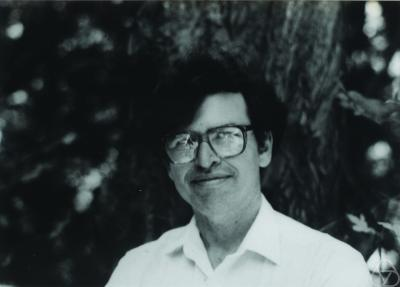
Вільям Терстон - засновник теореми

Теорема геометризації стверджує, що замкнутий орієнтований тривимірний многовид, у якому будь-яка вкладена сфера обмежує кулю, розрізається нестисними торами на шматки, на яких можна задати одну зі стандартних геометрій.
Теорема геометризації для тривимірних многовидів є аналогом теореми уніформізації для поверхонь. Запропонована 1982 року у вигляді гіпотези Вільямом Терстоном, вона узагальнює інші гіпотези, наприклад, гіпотезу Пуанкаре і гіпотезу еліптизації Терстона.
2002 року Перельман, використавши потік Річчі, довів гіпотезу Терстона, провівши тим самим повну класифікацію компактних тривимірних многовидів, і, зокрема, довівши гіпотезу Пуанкаре.